# Ice Cold Ice
Ice Cold Ice – minialbum zespołu Hüsker Dü. Został wydany w styczniu 1987 przez wytwórnię Warner Bros. Materiał nagrano pomiędzy sierpniem a listopadem 1986 w Nicollet Studios w Minneapolis. Minialbum i singel promowały płytę Warehouse: Songs and Stories.

## Lista utworów

### wersja 12" (minialbum)
1. "Ice Cold Ice" (B. Mould)
2. "Gotta Lotta" (B. Mould)
3. "Medley"

### wersja 7" (singel)
1. "Ice Cold Ice" (B. Mould)
2. "Gotta Lotta" (B. Mould)

## Skład
- Bob Mould – śpiew, gitara
- Greg Norton – gitara basowa, śpiew
- Grant Hart – śpiew, perkusja

produkcja
- Steven Fjelstad – inżynier dźwięku
- Howie Weinberg – mastering
- Bob Mould – producent
- Grant Hart – producent